# Nová Horka
Nová Horka (německy Neuhübl) je vesnice ležící v Moravskoslezském kraji, v okrese Nový Jičín, spadající jako část obce pod město Studénka, od kterého leží asi 0,5 km jižním směrem. Téměř celý katastr Nové Horky leží na Moravě, ale parcely č. 177, 178, 179, 180, 182 a 183 náležely původně ke slezskému katastrálnímu území Studénka. Na severovýchodě katastru Nové Horky se nachází rozlehlá soustava rybníků, tvořená rybníky Novým rybníkem, Kotvicí a Kačákem.
V roce 2011 zde bylo evidováno 59 adres. V roce 2001 zde trvale žilo 342 obyvatel.

## Název
Vesnice nesla od založení německé jméno Neuhübel (Hübel - "hůrka, kopec"). České jméno Nová Horka je jeho překladem, ale zavedeno bylo až začátkem 20. století. Do té doby se užívaly zkomoleniny Nelhuble, Nenhuble, Nelhubly, v místním nářečí se do dnešní doby udržely tvary Nelhuby či Melhuby.

## Historie
První písemná zmínka o Nové Horce pochází z roku 1374. Nová Horka byla lénem olomouckého biskupství. V 17. století se majitelem stala rodina Vetterů z Lilie, která v polovině 18. století nechává přebudovat někdejší renesanční tvrz na barokní zámek. Po požáru roku 1857 byl zámek neogoticky adaptován. Po znárodnění na základě Benešových dekretů roku 1945 začal zámek sloužit sociálním účelům. Nyní je zámek jednou z poboček Muzea Novojičínska, p.o.

## Pamětihodnosti
- Přírodní rezervace Kotvice
- Zámek Nová Horka

## Rodáci
- Felix Vetter z Lilie (1830–1913), moravský zemský hejtman